# Лазерна указка

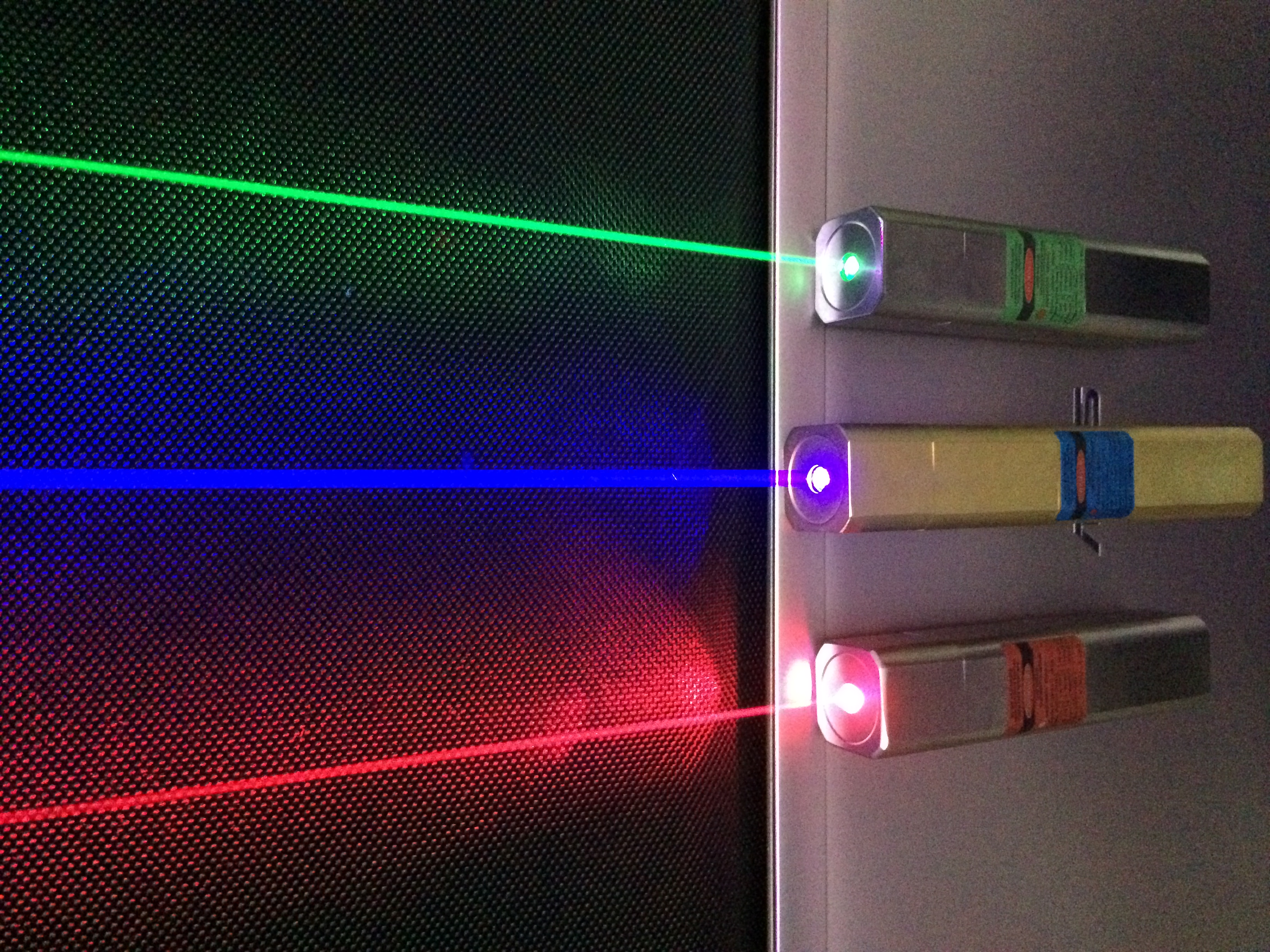
Лазерні указки різних типів

Лазерна указка — портативний лазер малої потужності, пристрій для генерування когерентних електромагнітних хвиль видимого діапазону. У більшості випадків складається з лазерного діода, джерела живлення в формі батарейок і коліматора — двоопуклої лінзи для створення вузькоспрямованого променя. Головне призначення лазерної указки — вказування променем на віддалені об'єкти перед аудиторією, але не обмежується ним. Лазерні указки широко використовуються в любительських фізичних дослідженнях, як інструменти перевірки рівності будівельних конструкцій, засоби гри із домашніми тваринами, пристрої для створення спецефектів.
Хоча лазерні указки зазвичай малопотужні, від 5 до 100 мВт, однак, пряме влучання їх променя в око може завдати незворотних пошкоджень сітківки. Тому в багатьох країнах їх продаж обмежується, а самі пристрої обов'язково маркуються попереджувальними знаками.

## Типи лазерних указок

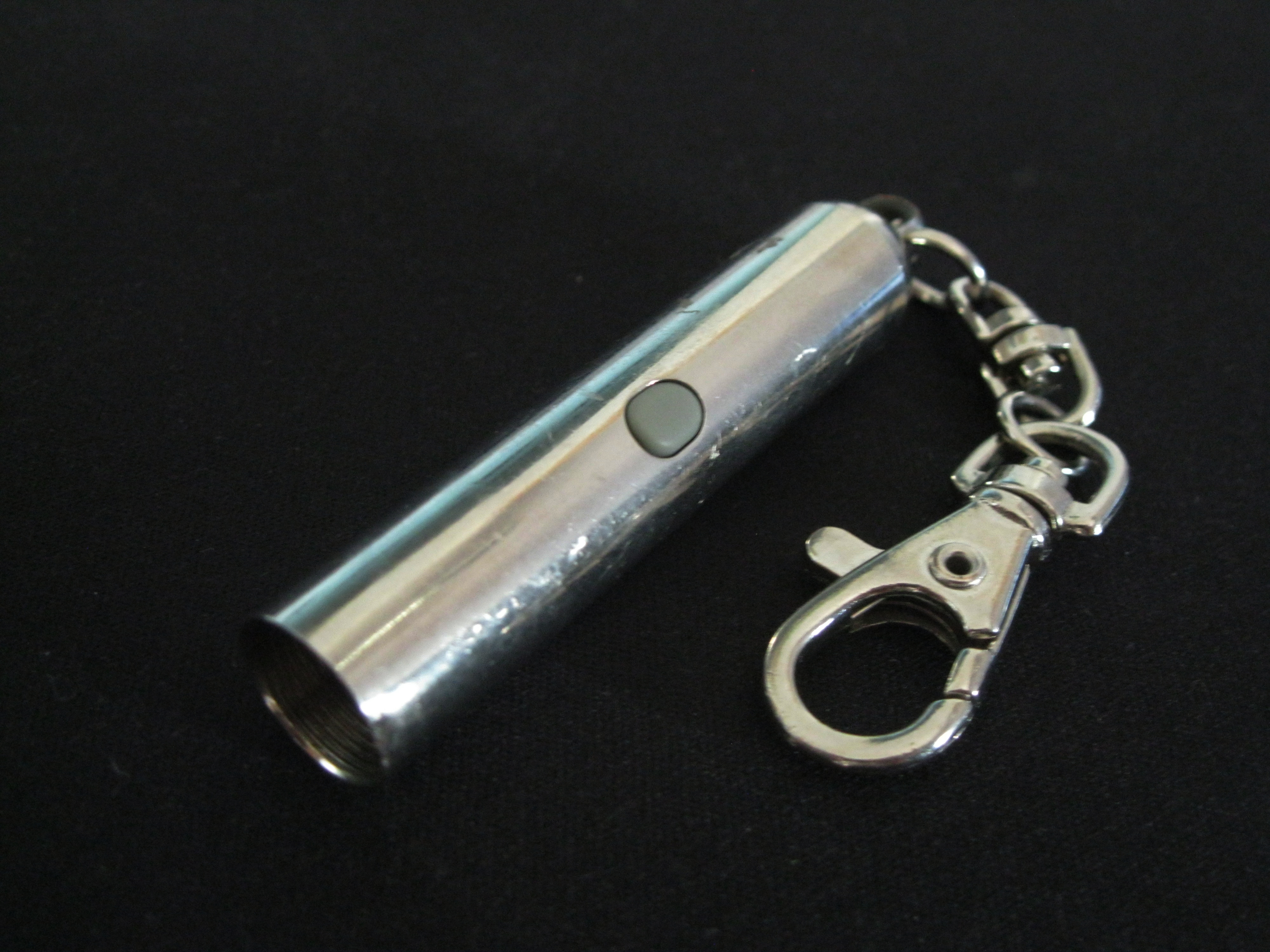
Лазерна указка у формі брелока

Лазерні указки, головним чином, класифікуються за кольором випромінювання:
- Червоні — довжина хвилі 622—780 нм. Часто складаються з лише лазерного діода, джерела живлення і плати керування, що робить їх простими у виробництві в формі брелоків. ККД лазерних діодів може коливатися від близько 20 % до понад 60 %.
- Жовті — довжина хвилі 577—597 нм. Малопоширені, оскільки потребують активного охолодження і багатоступеневої системи збільшення, а потім ополовинювання частоти випромінювання. Типово, за схемою 808 нм → 1064 нм → 1342 нм → 593,5 нм. Мають низький ККД (близько 1 %).
- Зелені — довжина хвилі 492—577 нм. Можуть застосовуватися як зелені лазерні діоди, так і старіші технології твердотільних лазерів з діодною накачкою. В останній, спочатку потужним, понад 100 мВт, інфрачервоним лазерним діодом з частотою випромінювання 808 нм накачується кристал ортованадату ітрію з неодимовим легуванням (Nd: YVO4), де формується хвиля з частотою 1064 нм. Потім, проходячи через кристал титанілу-фосфату калію (KTiOPO4), частота випромінювання ополовинюється (з 1064 нм → 532 нм) і виходить видиме зелене світло. На потужніших моделях може встановлюватися інфрачервоний фільтр для затримування залишкового інфрачервоного випромінювання, шкідливого для зору. ККД таких лазерів близько 30 %. Світло зелених лазерів здається яскравішим за світло інших, оскільки людське око чутливіше до зеленого кольору. Завдяки цьому такі лазерні указки досить поширені.
- Сині — довжина хвилі 455—492 нм. Здебільшого використовують зменшення частоти випромінювання, створюваного в кристалі алюмо-ітрієвого граната, легованого йонами неодиму (Nd: Y3Al5O12) з 945 нм до 473 нм. ККД становить близько 3 %.
- Фіолетові — довжина хвилі 390—455 нм. Використовують лазерні діоди. Можуть спричиняти флоуресценцію деяких речовин[2][3].

Зазвичай лазерні указки належать до класів I—IIIa за класифікацією небезпеки лазерів. Тобто, не можуть спричиняти загоряння, різати матеріали чи завдати шкоди зору відбитим світлом.

## Лазерне хуліганство
Зі зростанням доступності лазерних указок виникло явище лазерного хуліганства — використання портативних лазерів для відволікання чи зумисного тимчасового засліплення людей, зокрема пілотів літаків. Так, у США щорічно реєструється близько 3000 випадків лазерного хуліганства.